# Jaime Jefferson
Jaime Jefferson (Guantánamo, Cuba, 17 de enero de 1962) es un atleta cubano retirado especializado en la prueba de salto de longitud, en la que consiguió ser medallista de bronce mundial en pista cubierta en 1993.

## Carrera deportiva
En el Campeonato Mundial de Atletismo en Pista Cubierta de 1993 ganó la medalla de bronce en el salto de longitud, con un salto de 7.98 metros, tras su paisano cubano Iván Pedroso (oro con 8.23 metros) y el estadounidense Joe Greene.